# Водне поло на Чемпіонаті світу з водних видів спорту 2001
Змагання з водного поло на Чемпіонаті світу з водних видів спорту 2001 тривали з 18 до 29 липня 2001 року в центрі Хаката-но-Морі в місті Фукуока (Японія).

## Медальний залік

### Таблиця медалей
| Місце               | Країна              | Золото | Срібло | Бронза | Загалом |
| ------------------- | ------------------- | ------ | ------ | ------ | ------- |
| 1                   | Іспанія (ESP)       | 1      | 0      | 0      | 1       |
| 1                   | Італія (ITA)        | 1      | 0      | 0      | 1       |
| 3                   | Угорщина (HUN)      | 0      | 1      | 0      | 1       |
| 4                   | Канада (CAN)        | 0      | 0      | 1      | 1       |
| 4                   | Росія (RUS)         | 0      | 0      | 1      | 1       |
| Загалом (5 збірних) | Загалом (5 збірних) | 2      | 1      | 2      | 5       |

### Медалісти
| Дисципліна | Золото | Срібло | Бронза |
| ---------- | --- | --- | ------ |
| Чоловіки   | Іспанія Анхель Андрео Даніель Бальярт Сальвадор Гомес Габріель Ернандес Густаво Маркос Гільєрмо Моліна Даніель Моро Іван Моро Серхі Педрероль Іван Перес Хесус Рольян Хав'єр Санчес-Торіль Карлес Санс                 | ФР Югославія Александар Чирич Данило Ікодинович Віктор Єленич Бранко Пекович Деян Савич Александар Шапич Денис Шефик Александар Шоштар Петар Трбоєвич Велько Ускокович Владимир Вуясинович Ненад Вуканич Предраг Зимоньїч            | Росія  |
| Жінки      | Італія Кармела Аллуччі Александра Арауджо Сільвія Босурджі Крістіна Консолі Франческа Конті Таня Ді Маріо Меланія Грего Джузі Малато Мартіна Мічелі Маддалена Мусумечі Паола Саббатіні Габріелла Шольті Моніка Вальянт | Угорщина Каталін Данча, Ріта Дравуц, Аніко Пелле, Агнеш Прімас, Каталін Редеї, Едіт Шипош, Ільдіко Шош, Мерцедес Штібер, Брігітта Сеп, Крістіна Сремко, Жужанна Тіба, Агнеш Валькаї, Ержебет Валькаї. Головний тренер: Тамаш Фараго. | Канада |